# Modern Pathology
Modern Pathology, abgekürzt Mod. Pathol. ist eine wissenschaftliche Fachzeitschrift, die vom NPG-Verlag im Auftrag der United States & Canadian Academy of Pathology (USCAP) veröffentlicht wird. Die Zeitschrift erscheint derzeit mit zwölf Ausgaben im Jahr. Es werden Arbeiten aus allen Bereichen der Pathologie veröffentlicht.
Der Impact Factor lag im Jahr 2014 bei 6,0. Nach der Statistik des ISI Web of Knowledge wird das Journal mit diesem Impact Factor in der Kategorie Pathologie an fünfter Stelle von 75 Zeitschriften geführt.